# Symposiachrus infelix
Symposiachrus infelix là một loài chim trong họ Monarchidae.